# Ilse Geisler
Ilse Geisler, po mężu Vorspach (ur. 10 stycznia 1941 w Kunnersdorf) – niemiecka saneczkarka reprezentująca NRD, srebrna medalistka olimpijska i trzykrotna medalistka mistrzostw świata.
Na igrzyskach startowała jeden raz zdobywając w 1964 srebrny medal. Na mistrzostwach świata zdobyła trzy medale. Mistrzynią świata zostawała dwukrotnie, w latach 1962 i 1963. Na swoim koncie ma również brąz wywalczony w 1965.

## Osiągnięcia

### Igrzyska olimpijskie
| Rok  | Miejsce   | Jedynki |
| ---- | --------- | ------- |
| 1964 | Innsbruck | 2.      |